# 阿奎里乌斯
}}                                   
阿奎里乌斯约活动于公元前2世纪前后。罗马共和国喜剧作家，曾斐名文坛。其作品仅有残篇存世，后人经过搜集整理，集成《罗马优伶残篇》。